# Filip Grgić
Filip Grgić (Zagreb, 25 de octubre de 1989) es un deportista croata que compitió en taekwondo. Ganó una medalla de oro en el Campeonato Mundial de Taekwondo de 2007 y dos medallas de plata en el Campeonato Europeo de Taekwondo, en los años 2010 y 2012.

## Palmarés internacional
| Campeonato Mundial | Campeonato Mundial       | Campeonato Mundial | Campeonato Mundial |
| Año                | Lugar                    | Medalla            | Categoría          |
| ------------------ | ------------------------ | ------------------ | ------------------ |
| 2007               | Pekín (China)            | Medalla de oro     | –62 kg             |
| Campeonato Europeo |                          |                    |                    |
| Año                | Lugar                    | Medalla            | Categoría          |
| 2010               | San Petersburgo (Rusia)  | Medalla de plata   | –68 kg             |
| 2012               | Mánchester (Reino Unido) | Medalla de plata   | –68 kg             |